# Ted Schmidt
Ted Schmidt es uno de los personajes protagonistas de la serie de televisión estadounidense Queer as Folk, interpretado por Scott Lowell. Ted es un poco mayor que el resto de sus amigos y su carácter serio, introvertido y rutinario le hacen parecer predecible, pero lo cierto es que es el personaje que sufre los cambios más drásticos a lo largo de la serie.

## Historia del personaje
Ted es un contable que siempre ha tenido una vida metódica y ordenada. Sus principales aficiones son la ópera y la pornografía, además de salir con sus amigos. Él es el menos atractivo del grupo y generalmente no tiene éxito con los jóvenes por los que suele interesarse, por lo que envidia el físico y la personalidad de Brian. Un día en contra de lo habitual liga con un joven llamado Blake se lo lleva a su casa y éste le ofrece GHB, como Ted no lo había tomado antes sufre una sobredosis y lo encuentran inconsciente tirado en su apartamento. Permanece varios días en coma y en peligro de muerte.
Cuando es ingresado en el hospital sus amigos tienen que ir a su casa a despejarla de objetos que pudieran impresionar a su madre que iba a venir, y es cuando descubren que tiene el interior de su armario forrado con fotos de Michael porque está secretamente enamorado de él.
Tiempo después de haberse recuperado vuelve a encontrarse con Blake que se disculpa por haberle abandonado así. Ted acoge al joven en su casa e intenta que deje las drogas a las que es adicto, pero Blake huye del centro de rehabilitación al que había accedido a ingresar.
Más tarde Ted es despedido de su trabajo de contable al ser sorprendido mirando pornografía en internet en la oficina y entonces decide montar una web pornográfica gay que se convierte en todo un éxito. Después descubre que se ha enamorado de su mejor amigo Emmett, se declara a él, y ambos empiezan una relación.
Ted lo pierde todo y es arrestado tras descubrirse que su ayudante en la web era menor de edad, algo que Ted desconocía. Se desata un gran escándalo en la prensa calificando a Ted de pornógrafo corruptor de menores, lo que es utilizado por el aspirante a alcalde Jim Stockwell en su acoso contra la comunidad gay. Finalmente se libra de la cárcel por la intercesión de Brian con Stockwell, pero con la condición de que cierre la web para siempre.
En el paro e influido por sus complejos e inseguridades empieza a consumir drogas, principalmente MDMA, lo que le lleva a una dinámica de deterioro físico y autodestrucción personal. Llega a robar el fondo de la universidad de Gus, el hijo de Lindsay y Melanie, que estas le habían confiado para administrar; lo que supone la gota que colma el vaso y determina la ruptura definitiva de la ya deteriorada relación con Emmett. Ted toca fondo cuando descubre que han grabado una película porno con él estando drogado y que no recuerda nada. Entonces decide ingresarse en una clínica de desintoxicación.
Durante su rehabilitación vuelve a encontrarse con Blake, que lleva tiempo desintoxicado y ahora es consejero de la clínica. Aunque ambos se sienten atraídos y tienen un ocasional encuentro, Blake le dice que no pueden estar juntos porque no es ético tener una relación con un paciente y que tiene que centrarse en recuperarse. 
Ted consigue rehabilitarse con la ayuda de Blake, y tras un ocasional empleo de camarero cantante, vuelve a dedicarse a la contabilidad llevando la administración de la nueva empresa de Brian, Kinnetic. Durante este tiempo Ted intenta desesperadamente encontrar pareja pero no tiene suerte.
En el último episodio de la serie Ted y Blake se reencuentran estando esta vez ambos libres y sin ningún obstáculo para establecer una relación.